# Varga Izidor
Balatonfüredi Varga Izidor Ignác Ernő (Rábahídvég, 1831. április 1.–Buda, 1872. november 4.), cs. és kir. százados, földbirtokos.

## Származása
A római katolikus nemesi származású balatonfüredi Varga család sarja. Apja balatonfüredi Varga Lajos (1801–1864), Vas megyei főszolgabíró, földbirtokos, anyja felsőszopori Etényi Jozefa volt. Az anyai nagyszülei felsőszopori Etényi Ferenc (1761–1811), földbirtokos és nemes Foky Erzsébet (1772–1828) asszony voltak. Izidor és testvérei a Foky családtól örökölt rábahídvégi földbirtokon születettek és nőttek fel. Az anyai nagyapai dédszülei felsőszopori Etényi Ádám, földbirtokos és felsőszopori Szily Katalin voltak; az utóbbi asszonyságnak a fivére felsőszopori Szily János (1735–1799) Szombathely első püspöke volt. Az anyai nagyanyai dédszülei nemes Foky Benedek (1731-1779), zalai kapitány, földbirtokos, és Petermon Elizabeth voltak. Etényi Ferencné Foky Erzsébetnek a fivérei báró Foky Zsigmond (1770-1823), huszárőrnagy, Mária Terézia rend lovagja, földbirtokos, valamint dasztifalvi Foky Ferenc (1777-1809), 1809-ben inszurgens kapitány, földbirtokos voltak. Vargha Izidor fivére balatonfüredi Varga Imre (1826–1894), honvéd-alezredes, földbirtokos. Keresztszülei felsőeőri Bertha Ignác (1780–1847) Vas vármegye alispánja, táblabíró, földbirtokos és hitvese lovászi és szentmargitai Sümeghy Judit (1792–1880) voltak.

## Élete
1846-ben a grazi katonaiskola növendéke volt, majd 1848. júniusától alhadnagy a 48. Ernő gyalogezredben. 1848. szeptembertől ezrede 3. zászlóaljával Jelačić ellen harcolt, október 7 (1.)-[pontosabban?] honvéd hadnagy volt zászlóaljánál a feldunai seregben. December 16-án Nagyszombatnál fogságba esett. 1849. március 13-án Bécsben besorozták ezrede Olaszországban levő részéhez, május 1-én hadnagy. 1872-ben százados a 37. gyalogezredben.

## Felesége
Felesége báró Rottenhoff Zsófia lett.